# Agapetus dakkii
Agapetus dakkii är en nattsländeart som beskrevs av Malicky och Lounaci 1987. Agapetus dakkii ingår i släktet Agapetus och familjen stenhusnattsländor. Inga underarter finns listade i Catalogue of Life.